# Talsperre Zillierbach

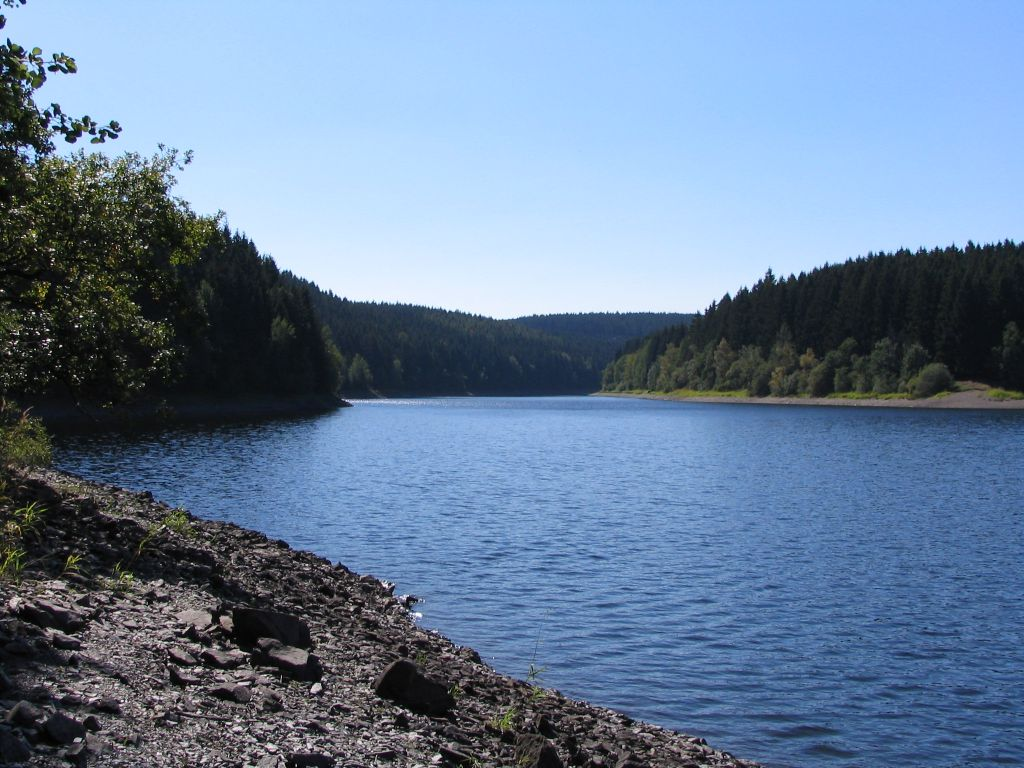
Blick aus Richtung Staumauer-Ostende südwestwärts über den Stausee

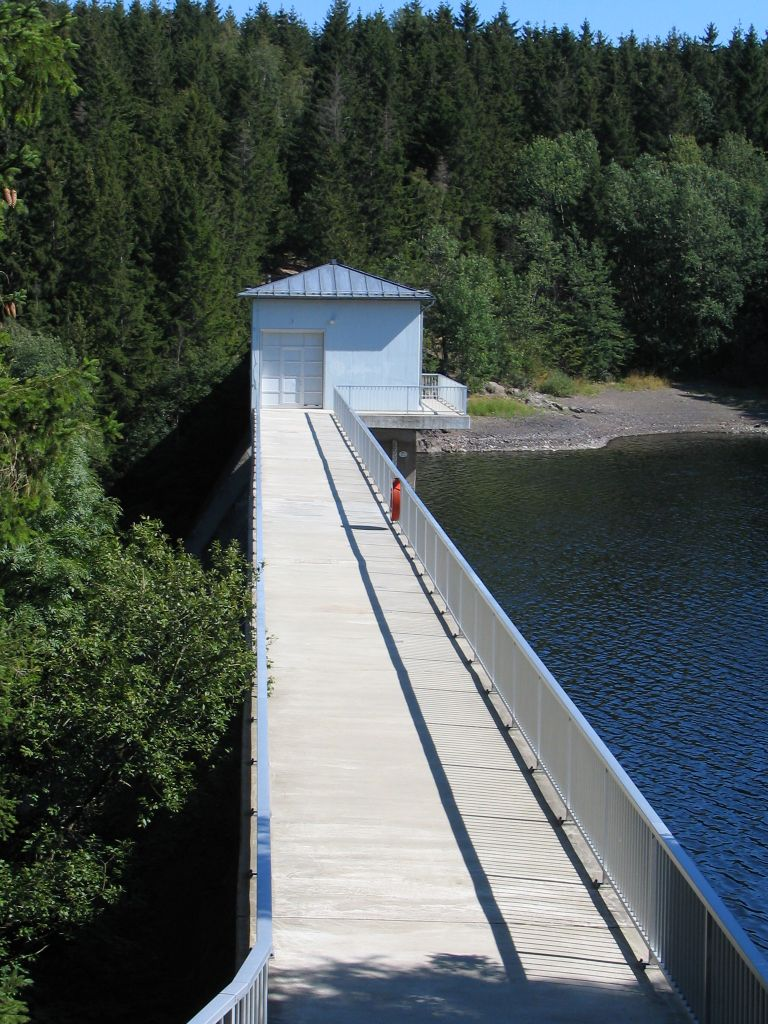
Staumauer von Westen

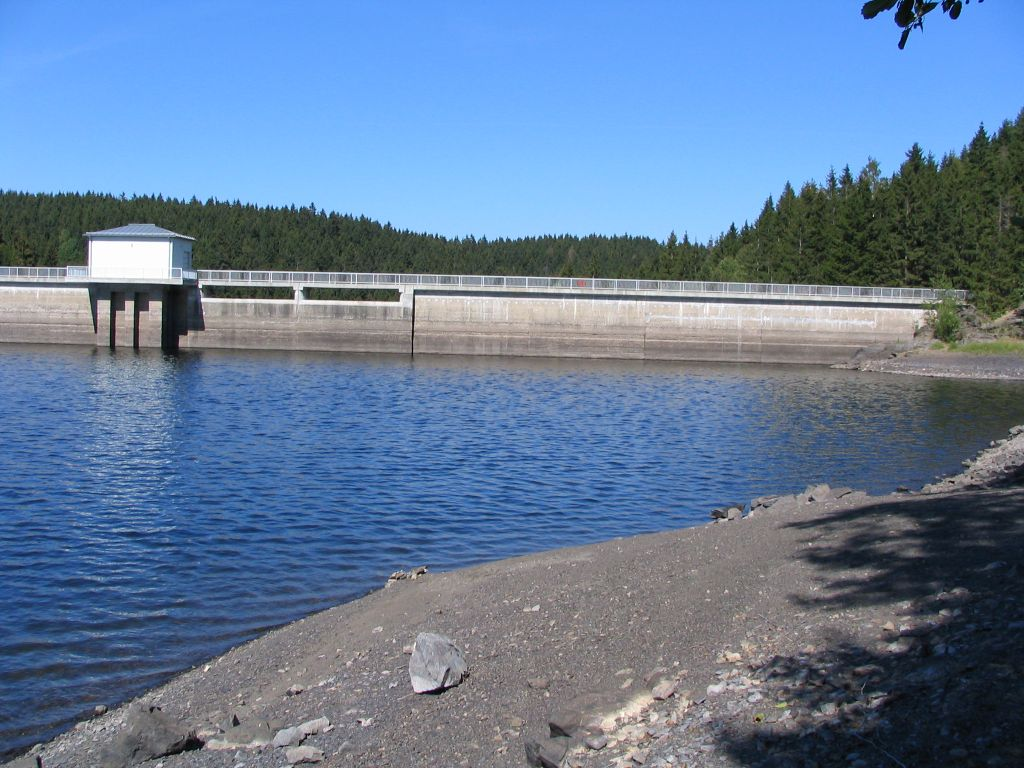
Staumauer von Süden

Die Zillierbachtalsperre oder Talsperre Zillierbach ist eine 1934 bis 1936 errichtete, aus Talsperre, Wasserwerk und Stausee bestehende Stauanlage im Ostteil des Harzes in Sachsen-Anhalt zwischen Oberharz am Brocken und Wernigerode im Landkreis Harz. Ihre rund 45 m hohe Staumauer staut den Zillierbach zum etwa 24 ha großen Zillierbachstausee auf.
Die Talsperre dient dem Hochwasserschutz der unterhalb ihrer Staumauer unter anderem am Zillierbach gelegenen Ortschaften und mit ihrem Wasserwerk der Trinkwasserversorgung vieler naher Ortschaften, weshalb sie mit den umliegenden Wäldern in einem großflächigen Trinkwasserschutzgebiet liegt.

## Geographische Lage
Die Zillierbachtalsperre liegt im Naturpark Harz/Sachsen-Anhalt. Sie erstreckt sich zwischen Drei Annen Hohne im Südwesten und Nöschenrode im Nordnordosten, die am Zillierbach liegen und zur Stadt Wernigerode gehören, sowie Elbingerode im Südosten, das abseits von Stausee und Bach gelegen zur Stadt Oberharz am Brocken zählt.

## Lage
Das Absperrbauwerk der Talsperre steht etwa 3 km südwestlich von der an der Bundesstraße 244 gelegenen Siedlung Voigtstieg (zu Wernigerode) direkt südwestlich des Petersteins (498 m ü. NN).
Der Stauraum liegt im Rahmen seines Südwestteils auf der Grenze der Städte Oberharz am Brocken und Wernigerode, sein Nordostteil gehört gänzlich zu Wernigerode. Er befindet sich mittig zwischen der Bundesstraße 244 (Nöschenrode–Elbingerode) im Osten und der Landesstraße 100 (Drei Annen Hohne–Hasserode) im Westen, die in einiger Entfernung vom Stausee verlaufen. Nordwestlich liegt der Wellbornskopf (555,1 m ü. NN), südöstlich der Ortberg (550,1 m ü. NN) und nordöstlich der Peterstein (498 m ü. NN). Das gestaute Fließgewässer ist der Zillierbach, ein südöstlicher Zufluss der Holtemme im Einzugsgebiet der Elbe; zudem münden sechs kleine Bäche, von denen manche aber nicht ganzjährig Wasser führen, in den Stausee. Im schmalen Südteil des Stausees erhebt sich in Ostufernähe ein Eiland, auf dem Sträucher und Bäume wachsen und das bei niedrigem Wasserstand zu einer erwanderbaren Halbinsel wird.

## Staumauer

### Daten
Die Gewichtsstaumauer wurde von 1934 bis 1936 erbaut. Sie ist etwa 38 m über der Talsohle und 45 m über der Gründungssohle hoch. Die Bauwerkskrone befindet sich auf 473,8 m ü. NN, sie ist 186,5 m lang und 3,50 m breit. Das Bauwerksvolumen enthält zirka 54.400 m³ Beton.

### Geschichte

#### Planung, Bauphase und Zweiter Weltkrieg
Der Plan, am Zillierbach eine Talsperre zu errichten, entstand 1931. Bei Baubeginn 1934 wurden Kultgegenstände aus der Zeitenwende ausgegraben. Zunächst war eine Bogenstaumauer geplant; während der Bauarbeiten wurde die Planung jedoch geändert. Das Baumaterial kam mit einer Zubringerbahn aus Drei Annen Hohne. Die Zuschlagstoffe konnten vor Ort gewonnen werden. Für die Schalung wurde ein eigenes Sägewerk am Talsperreneinlauf gebaut. Im Kostenvoranschlag waren 3,31 Millionen Reichsmark vorgesehen. Die Hauptarbeiten endeten im Juni 1936.
Bei Ausschachtungsarbeiten für die Staumauer bargen Arbeiter im Jahr 1935 unterhalb des Petersteins einen Weihefund aus der Bronzezeit um 1000 v. Chr., der im Harzmuseum in Wernigerode ausgestellt ist.
In den letzten Tagen des Zweiten Weltkriegs (1939–1945) plante die SS die Zerstörung der Staumauer, was nach Hinweis des bediensteten Staumeisters von den Alliierten verhindert werden konnte.

#### Instandsetzung und Modernisierung
62 Jahre nach Fertigstellung der Staumauer war ihre Standsicherheit nicht mehr gewährleistet. Ebenso entsprach die technische Einrichtung nicht mehr dem Stand der Zeit. Daher wurde sie von November 1998 bis Mai 2000 mit einem finanziellen Volumen von etwa 7 Millionen DM instand gesetzt und modernisiert.
Die Mauerkrone wurde um 0,80 m erhöht und auf 3,50 m verbreitert. Die Brüstungsmauern wurden durch ein Geländer ersetzt. Das Schieberhaus auf der Krone bekam einen 1,5 m breiten Umgang. Im Haus mussten bis dahin alle Einstellungen durch Handarbeit erfolgen. Bei ihrer Errichtung wurden in der Mauer zwischen den Mauersegmenten Entwässerungskanäle (Drainage) gelegt, die allmählich versinterten. Senkrechte Bohrungen in der Mauer dienen jetzt der Entwässerung. Die Mauerkrone darf seit Ende der Instandsetzung von Fußgängern überquert werden.

## Wasserwerk
Etwa 150 m unterhalb der Staumauer steht im Tal des Zillierbachs das Wasserwerk, das 1937 seinen Betrieb aufnahm. Während der Talsperrenmodernisierung (1998–2002) wurde es modernisiert. Bis dahin wurden die Messdaten nur vor Ort kontrolliert; daher wurde eine Automatisierung eingebaut. Das Wasserwerk dient der Trinkwasserversorgung von Elbingerode, Elend, Schierke, teilweise Rübeland sowie Wernigerode. Das saubere Stauseewasser wird im Wasserwerk aufbereitet. Die mittlere jährliche Trinkwasserabgabe beträgt etwa 2,92 Mio. m³.
Da die Stadtwerke Wernigerode für das Stadtgebiet Wernigerode seit Januar 2021 kein Wasser aus der Talsperre mehr abnehmen, wurde die Talsperre dann an den Wasser- und Abwasserverband Holtemme-Bode übergeben.

## Stausee
Der Stauraum ist etwa 24 ha groß. Er erstreckt sich in Südwest-Nordost-Richtung auf etwa 1,4 km Länge und ist maximal 300 m breit. Er hat rund 2,63 Mio. m³ Speicherraum und 2,83 Mio. m³ Gesamtstauraum. Sein Stauziel liegt auf 470,19 m ü. NN und sein Einzugsgebiet ist zirka 10,7 km² groß. Der mittlere Zufluss beträgt rund 0,15 m³/s.

## Freizeit
Wegen des Trinkwasserschutzgebiets darf im Stausee nicht gebadet werden. Der umwaldete Stauraum kann zum Beispiel von Drei Annen Hohne, Elbingerode und Wernigerode kommend erwandert und in Ufernähe auf einem etwa 4,5 km langen Rundwanderweg, der auch über die Staumauer führt, umwandert werden. Ein Seitenweg führt auf den nahe der Staumauer gelegenen Peterstein, von dessen Aussichtspunkt der Blick auf Staumauer und Stausee möglich ist.